# Heliconius numata
Pour les articles homonymes, voir Numata (homonymie).
Espèce
Heliconius numata est un insecte lépidoptère appartenant à la famille des Nymphalidae, à la sous-famille des Heliconiinae, tribu des Heliconiini et au genre Heliconius.

## Historique et dénomination
- Heliconius numata a été décrit par Pieter Cramer en 1780 sous le nom de Papilio numata[1].
- La localité type est le Surinam

### Noms vernaculaires
Il se nomme Numata Longwing en anglais.

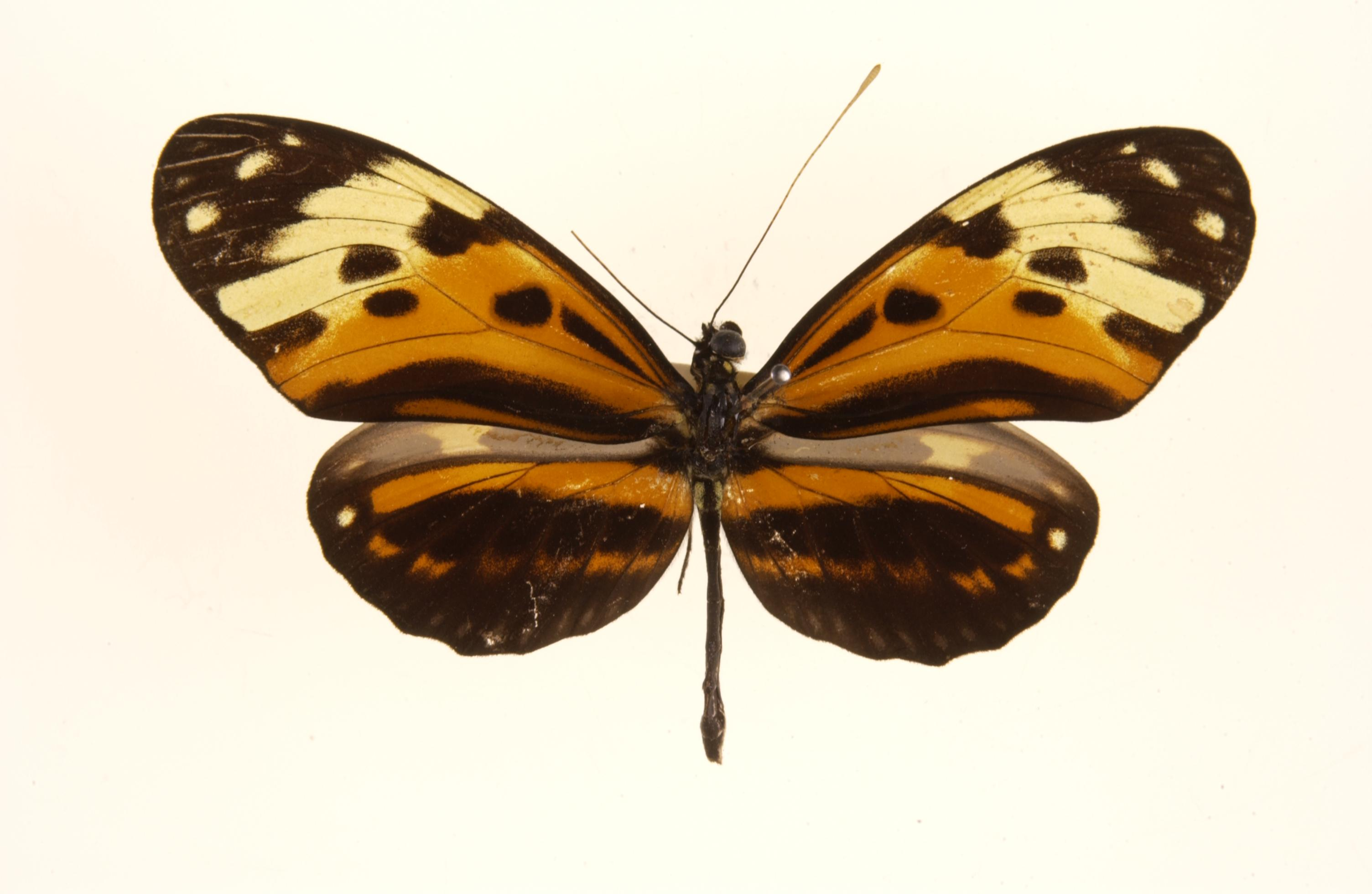
Heliconius numata superioris

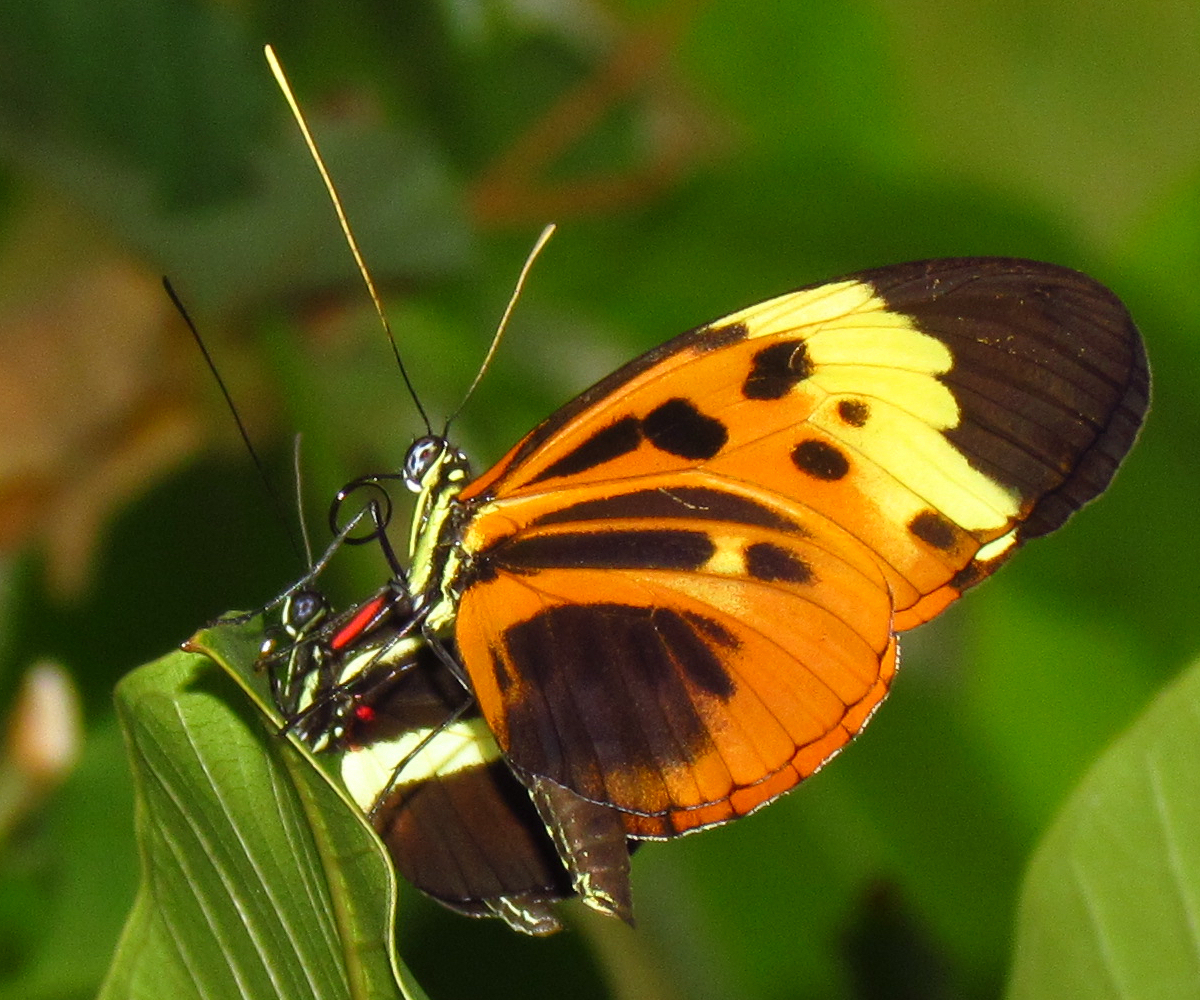
Heliconius numata revers

## Taxinomie
Sous-espèces
- Heliconius numata numata présent en Guyane, Guyana et au Surinam.
- Heliconius numata aristiona Hewitson, 1853 ; présent en Bolivie et au Pérou.
- Heliconius numata arcuella Druce, 1874 ; présent au Pérou.
- Heliconius numata aulicus Weymer, 1883; présent au Venezuela
- Heliconius numata aurora Bates, 1862; présent au Brésil.
- Heliconius numata bicoloratus Butler, 1873 ; présent au Pérou.
- Heliconius numata ethra(Hübner, [1831]); présent au Brésil.
- Heliconius numata euphone Felderr, 1862; présent en Colombie et en Équateur
- Heliconius numata geminatus Weymer, 1894; présent au Brésil.
- Heliconius numata holzingeri Fernández & Brown, 1976; présent au Venezuela
- Heliconius numata ignotus Joicey & Kaye, 1917; présent au Pérou.
- Heliconius numata illustris Weymer, 1894; présent au Pérou.
- Heliconius numata jiparanaensis Neustetter, 1931; présent au Brésil.
- Heliconius numata lenaeus Weymer, 1891
- Heliconius numata lyrcaeus Weymer, 1891; présent au Pérou.
- Heliconius numata mavors Weymer, 1894; présent au Brésil.
- Heliconius numata messene Felderr, 1862; présent en Colombie
- Heliconius numata mirus Weymer, 1894; présent en Bolivie.
- Heliconius numata nubifer Butler, 1875; présent au Brésil.
- Heliconius numata peeblesi Joicey & Talbot, 1925; présent au Venezuela.
- Heliconius numata pratti Joicey & Kaye, 1917; présent au Pérou.
- Heliconius numata robigus Weymer, 1875 ;
- Heliconius numata silvana (Cramer) au Guatemala, Venezuela, Brésil, Guyana et au Surinam.
- Heliconius numata sourensis Brown, 1976; présent au Brésil.
- Heliconius numata superioris Butler, 1875; présent au Brésil.
- Heliconius numata talboti Joicey et Kaye, 1917; présent au Pérou.
- Heliconius numata tarapotensis Riffarth, 1901; présent au Pérou.
- Heliconius numata zobrysi Fruhstorfer, 1910; présent au Brésil.

## Description
C'est un très grand papillon d'une envergure d'environ 78 mm, aux ailes allongées et arrondies de couleur marron et orange, à l'ornementation très diversifiée du fait de sa capacité de mimétisme avec plusieurs espèces,.

### Chenilles
La chenille est blanche avec des taches noires et des épines noires.

## Mimétisme
Heliconus numata pratique le mimétisme ; il imite plusieurs espèces du genre Melinaea, ce qui est un mimétisme müllerien. Les études faites par Mathieu Joron et ses collègues chercheurs du CNRS et du MNHN, ont découvert chez H. numata (sur le chromosome 15) un supergène, groupement d'une trentaine de gènes immobilisé par des inversions de séquences génétiques, qui de ce fait échappe aux recombinaisons chromosomiques. Ce groupe de gènes est donc transmis en bloc d'une génération à l'autre, évitant ainsi les formes intermédiaires. Sept formes mimétiques sont présentes chez Heliconus numata,,.

## Écologie et distribution
Il réside en Guyane, Guyana et au Surinam, au Guatemala, Venezuela, en Équateur, Colombie, Bolivie, au Brésil et au Pérou.

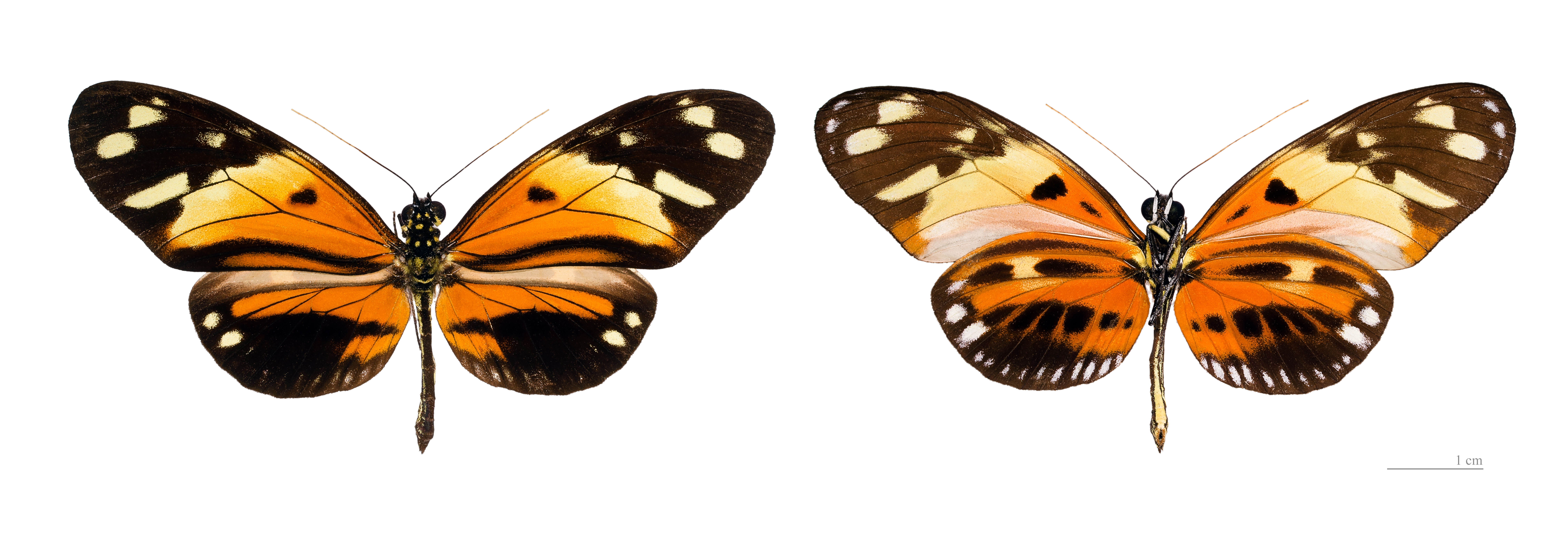
Heliconius numata numata

### Biotope
Il réside dans la forêt tropicale.

### Plantes hôtes
Les plantes hôtes sont des Passiflora.